# Крутіхинська сільська рада (Крутіхинський район)
Круті́хинська сільська рада (рос. Крутихинский сельский совет) — сільське поселення у складі Крутіхинського району Алтайського краю Росії.
Адміністративний центр та єдиний населений пункт — село Крутіха.

## Населення
Населення — 3772 особи (2019; 3804 в 2010, 4328 у 2002).